# コントローラ
コントローラ（英語: controller）は、機械の操作装置である。コントローラーともいう。
スイッチ・ボタンなどが一まとまりになっており、CPU・制御装置などや機械類、主に家庭用電気機械器具（家電）やゲーム機などの操作（入力）に使われる。

## 家電のコントローラ
テレビ受像機・エアコン・ラジカセなどの手元におかずに設置して頻繁に操作する家電では、その利便性を追求する上で、現在では主にリモートコントローラ（リモコン）を用いて遠隔で操作される。1980年代頃から広く普及しはじめ、今日ではテレビや音響機器はリモコンで操作することが当たり前となっており、照明器具にまで普及している。
古いものでは操作信号を確実に操作する機器に伝えるために有線タイプの物もみられたが、集積回路の高度化などによってダウンサイジングと多機能化に成功、乾電池を電源として様々な機能を持たせた物が一般家庭でも広く見られる。
リモコン（学習リモコンなどの高機能・汎用型もある）の項も参照されたい。

## ゲーム機のコントローラ
コンピューターゲームでは、人間の操作する意志を、このゲームコントローラを介して入力する。